# Żumabaj Szajachmetow
Żumabaj Szajachmetow (kaz. Жұмабай Шаяхметов, ur. 30 sierpnia 1902, zm. 17 października 1966 w Ałma-Acie) – radziecki i kazachski polityk, I sekretarz KC Komunistycznej Partii Kazachstanu w latach 1946–1954, funkcjonariusz NKWD.
Od grudnia 1919 pracował jako nauczyciel, 1921-1923 sekretarz wiejskiego komitetu wykonawczego, działacz WKP(b) od 1929, w latach 1928–1938 pracownik operacyjny NKWD (m.in. od maja do lipca 1938 zastępca szefa obwodowego Zarządu NKWD w Ałma-Acie), 1932-1933 studiował w Moskiewskim Instytucie Wschodnim im. Narimanowa. Od 22 czerwca 1946 do 6 lutego 1954 I sekretarz KC Komunistycznej Partii Kazachstanu. W latach 1950–1954 przewodniczący Rady Narodowości Rady Najwyższej ZSRR, 1952-1956 członek KC KPZR, 1941-1958 deputowany do Rady Najwyższej ZSRR.

## Odznaczenia
- Order Lenina (trzykrotnie)
- Order Czerwonego Sztandaru Pracy (15 lutego 1939)
- Order Znak Honoru
- Medal za Zwycięstwo nad Niemcami w Wielkiej Wojnie Ojczyźnianej 1941-1945
- Medal „W upamiętnieniu 800-lecia Moskwy”